# Philometra sciaenae
Philometra sciaenae is een rondwormensoort uit de familie van de Philometridae. De wetenschappelijke naam van de soort is voor het eerst geldig gepubliceerd in 1941 door Yamaguti.